# Lost Springs (Wyoming)
|  | Dieser Artikel wurde aufgrund von inhaltlichen Mängeln auf der Qualitätssicherungsseite des Projektes USA eingetragen. Hilf mit, die Qualität dieses Artikels auf ein akzeptables Niveau zu bringen, und beteilige dich an der Diskussion! Eine nähere Beschreibung der zu behebenden Mängel fehlt. |

Lost Springs ist eine Gemeinde im Converse County im US-Bundesstaat Wyoming. Das U.S. Census Bureau hat bei der Volkszählung 2020 eine Einwohnerzahl von 6 ermittelt.
Nach Angaben des United States Census Bureau war Lost Springs zur Volkszählung im Jahr 2000 einer von vier Orten in den USA mit einer Bevölkerung von nur einer Person – die anderen Orte sind Hibberts Gore in Maine, Erving's Location in New Hampshire und New Amsterdam in Indiana. Gegründet wurde der Ort um 1880, der Name stammt von Eisenbahnarbeitern, die hier vergebens die in ihren Karten eingezeichnete Quelle suchten. In seinen Blütezeiten wohnten etwa 200 Menschen hier, die meisten waren im nahe gelegenen Rosin Kohlebergwerk beschäftigt. Nachdem das Bergwerk um 1930 geschlossen wurde, verringerte sich die Bevölkerung stetig. Im Jahr 1960 waren es nur noch 5 Einwohner.

## Geografie
Lost Springs liegt in den High Plains (Vereinigte Staaten) nahe der US-18/US-20 etwa 35 Kilometer östlich von Douglas im Osten des Staates an der Grenze zum Niobrara County. Es liegt 304 Kilometer nördlich von Denver und 625 Kilometer nordöstlich von Salt Lake City. Die Fläche beträgt 0,2 km².